# فولكا زاستافسكا
فولكا زاستافسكا هي قرية في التقسيم الإداري غمينا ستانين داخل مقاطعة لوكوف في محافظة لوبلين في شرق بولندا. تقع على بعد حوالي 8 كيلومتر (5 ميل) شمال ستانين، 13 كيلومتر (8 ميل) غرب لوكوف و 81 كيلومتر (50 ميل) شمال العاصمة الإقليمية لوبلان. 